# Manga Erotopia
Manga Erotopia (яп. 漫画エロトピア манга эротопиа) — первый японский ежемесячный журнал эротической гэкиги, появившийся в 1973 году. Прекратил своё существование в 2000 году. Первоначально выпускался издательством Wani Magazinsha, а затем, после отделения KKbestsellers (ベストセラーズ), был переведен в это новое издательство. Здесь публиковались работы таких авторов, как Тосио Маэда, Кодзи Ямамото (やまもと孝二), Масами Фукусима. Комиксы в Manga Erotopia отличались откровенностью и наличием большого количества сцен жестокости, как, например, в Nyohanbo (女犯坊, «Монах-насильник») Фукусимы.
В 1994 году начало публикацию приложение COMIC Kairaku-ten (COMIC快楽天), впоследствии выделившееся в отдельный популярный журнал и существующее до настоящего времени.